# Les Attaques
Les Attaques ist eine französische Gemeinde mit 2065 Einwohnern (Stand: 1. Januar 2022) im Département Pas-de-Calais in der Region Hauts-de-France. Sie gehört zum Arrondissement Calais und zum Kanton Calais-2.

## Geographie
Die Gemeinde Attaques ist eine banlieue sieben Kilometer südöstlich der Innenstadt von Calais am Calais-Saint-Omer-Kanal im tischebenen auf Meeresspiegelhöhe liegenden und von zahlreichen Entwässerungsgräben durchzogenen Hinterland der Ärmelkanalküste. Umgeben wird Les Attaques von den Nachbargemeinden Marck im Norden, Guemps im Nordosten und Osten, Ardres im Südosten, Balinghem und Andres im Süden, Guînes im Südwesten, Hames-Boucres im Südwesten und Westen sowie Coulogne im Westen und Nordwesten. Durch die Gemeinde führt die Autoroute A26.

## Bevölkerungsentwicklung
| Jahr                       | 1962 | 1968 | 1975 | 1982 | 1990 | 1999 | 2006 | 2012 | 2022 |
| -------------------------- | ---- | ---- | ---- | ---- | ---- | ---- | ---- | ---- | ---- |
| Einwohner                  | 1807 | 1790 | 1775 | 1878 | 1887 | 1821 | 1961 | 1939 | 2065 |
| Quellen: Cassini und INSEE |      |      |      |      |      |      |      |      |      |

## Kultur und Sehenswürdigkeiten

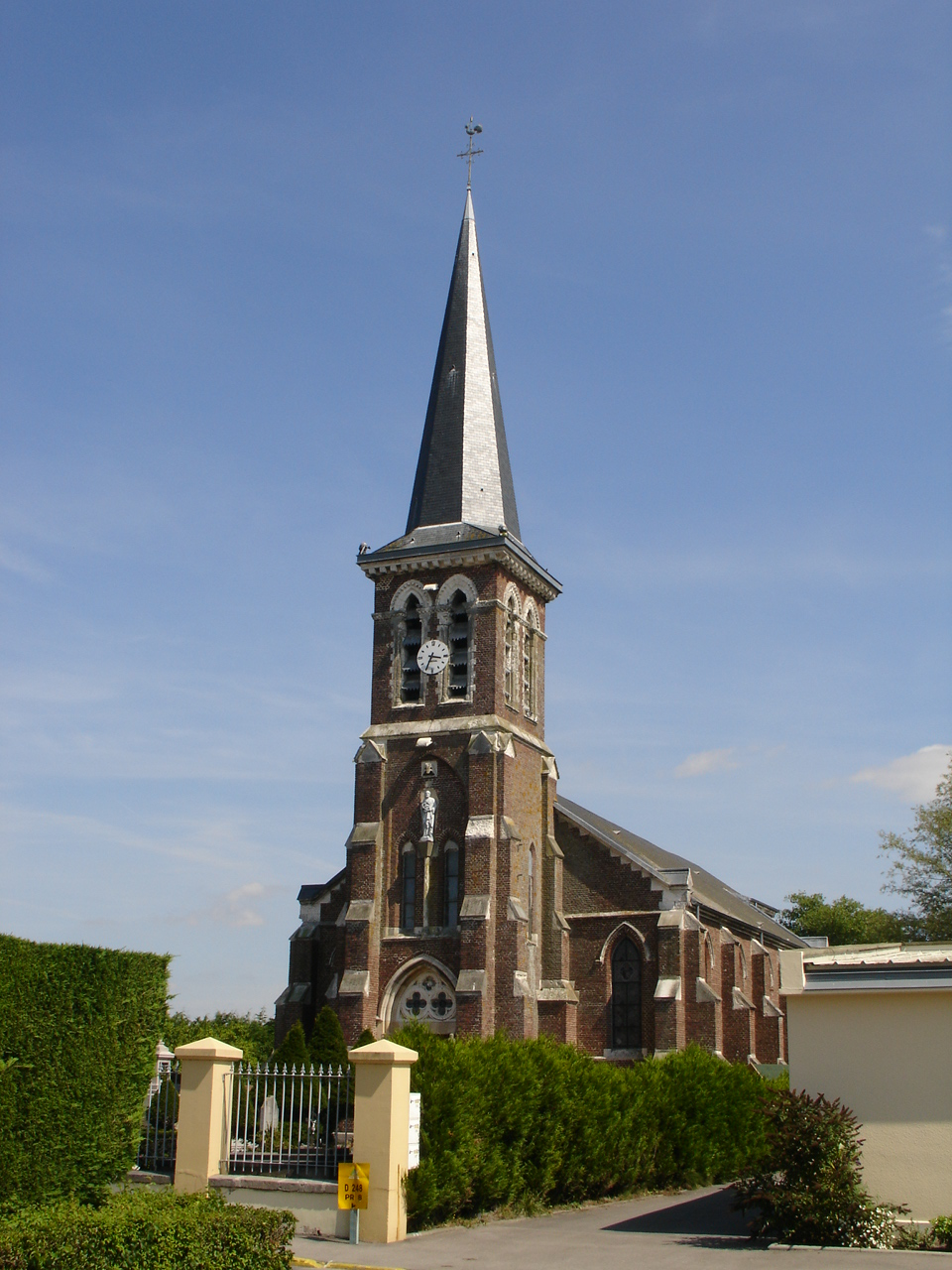
Kirche Saint-Pierre-ès-Liens
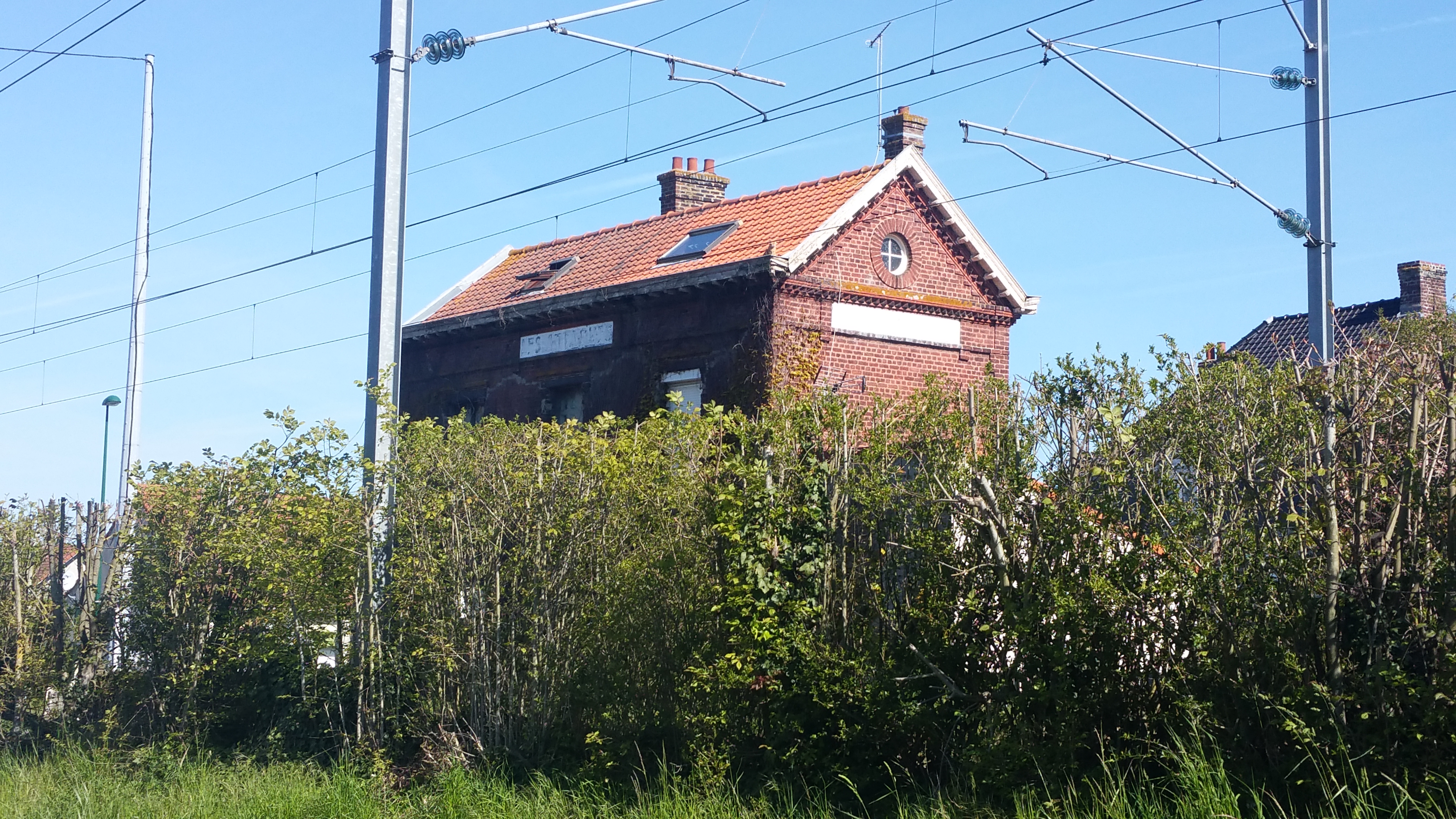
Wasserturm

- Kirche Saint-Pierre-ès-Liens
- Ehemaliger Bahnhof